# 佐藤真人
佐藤真人，日本男性動畫師、動畫演出家、動畫導演、人物設計師。Axel代表。

## 來歷、人物
以前經歷亞細亞堂。作為演出家輪班幫助導演同時，成立專門進行作畫的工作室Axel。
在《名偵探柯南》的製作團隊中，他是從電視動畫初期開始參加，2003年8月至2008年5月間代替山本泰一郎擔任電視動畫版導演。導演卸任後一度不再參加名偵探柯南的製作，直到2011年的網路限定發佈動畫《名偵探柯南 vs Wooo》中睽違3年再度擔任導演。

## 參加作品

### 電視動畫
- （1980年，動畫）
- 新根性青蛙（1981年－1982年，動畫）
- 魯邦三世 PartIII（1984年－1985年，原畫）
- 鄰家女孩（1985年－1987年，原畫）
- 動畫三劍客（1987年－1989年，作畫監督）
- 奇天烈大百科（1988年－1996年，分鏡、演出）
- 美味大挑戰（1988年－1992年，分鏡、演出）
- 麵包超人（1988年－，分鏡[注 1]）
- 烏龍少爺（日语：おぼっちゃまくん）（1989年－1992年，分鏡、演出、作畫監督）
- 看了就會變強 暢快！橫綱動畫 啊啊播磨灘（日语：ああ播磨灘）（1992年，分鏡、演出）
- 太空奧茲的冒險（日语：スペースオズの冒険）（1992年－1993年，分鏡、演出）
- 歡樂的楊柳鎮（1993年－1994年，分鏡、演出）
- 魯邦三世：燃燒吧斬鐵劍（日语：ルパン三世 燃えよ斬鉄剣）（1994年，原畫）
- 紅色巴隆（日语：レッドバロン (アニメ)）（1994年－1995年，演出）
- 奪寶奇謀（1994年－1995年，人物設定、機械設定）
- 魔法騎士雷阿斯（1994年－1995年，分鏡）
- 魯邦三世：追尋哈里瑪歐的寶藏!!（日语：ルパン三世 ハリマオの財宝を追え!!）（1995年，演出）
- 怪盜Saint Tail（1995年－1996年，分鏡、演出）
- 異次元的世界（1995年－1996年，分鏡、演出）
- 秀逗魔導士（1995年，分鏡、演出）
- 秀逗魔導士NEXT（1996年，分鏡）
- 名偵探柯南（1996年－2008年，導演[注 2]、導演補、構成、分鏡、演出、OP分鏡&演出、ED分鏡&演出）
- 魔法陣都市（1998年，演出）
- 哆啦A夢 (2005年版)（2008年－2009年，分鏡、演出）
- 深淵傳奇（2008年－2009年，分鏡、演出）
- 小雙俠 (2008年版)（2008年 - 2009年，分鏡）
- EXAMURAI戰國（日语：エグザムライ戦国）（2009年，分鏡）
- 犬夜叉 完結篇（2009年，分鏡）
- 閃電十一人（2009年，分鏡）
- WORKING'!!（2011年，演出）
- 足球騎士（2012年，分鏡）
- 加速世界（2012年，分鏡、演出）
- 塔麻可吉！Yume Kira Dream（2012年，分鏡）
- 櫻花莊的寵物女孩（2012年－2013年，分鏡、演出）
- 旋風管家 Cuties（2013年，分鏡）
- 塔麻可吉！Miracle Friends（2013年－2014年，分鏡）
- GO-GO 塔麻可吉！（2014年，分鏡）
- 電波教師（2015年，導演[1]、分鏡）
- 卡片鬥爭!! 先導者G GIRS危機篇（2016年，分鏡）
- FAIRY TAIL（2016年，演出）
- 聖戰刻耳柏洛斯 龍刻的災禍（2016年，演出）
- Scared Rider Xechs（2016年，分鏡）
- 黑白來看守所（2016年，分鏡）
- 100%帕斯卡老師（2017年，分鏡、演出）
- 戰姬絕唱SYMPHOGEAR AXZ（2017年，分鏡）
- 擅長捉弄人的高木同學（2018年，演出）
- 刃牙 (第2作)（2018年，分鏡）
- 天空與海洋之間（2018年，分鏡）
- 大人的防具店（2018年，演出）
- 丸少爺（2019年，演出）
- 大人的防具店II（2021年，演出）

### 電影動畫
- 怪物小王子：怪物樂園的邀請（1981年，動畫）
- 怪物小王子：惡魔之劍（1982年，動畫）
- 魯邦三世：巴比倫的黃金傳說（日语：ルパン三世 バビロンの黄金伝説）（1985年，原畫）
- 魔物語 愛的貝蒂（日语：魔物語 愛しのベティ）（1986年，演出）
- 名偵探柯南系列
  - 第1部：引爆摩天樓（1997年，分鏡、演出）
  - 第2部：第十四號獵物（1998年，分鏡、演出）
  - 第3部：世紀末的魔術師（1999年，演出）
  - 第4部：瞳孔中的暗殺者（2000年，演出）
- 昆蟲物語 孤兒哈奇 ～勇氣的旋律～（日语：昆虫物語 みつばちハッチ〜勇気のメロディ〜）（2010年，原畫）
- 劇場版 魔法老師！ANIME FINAL（2011年，原畫）

### OVA
- DELPOWER-X 爆發奇蹟元氣!!（日语：デルパワーX 爆発みらくる元気!!）（1986年，導演、分鏡、作畫監督補佐）
- EXPLORER WOMAN RAY（日语：エクスプローラーウーマン・レイ）（1989年，演出）
- 男男最遊記（日语：私立荒磯高等学校生徒会執行部）（2002年，導演）
- HUNTER×HUNTER G·I Final（2004年，導演）
- 名偵探柯南系列
  - 第4部：柯南、基德與水晶之母（2004年，導演）
  - 第5部：以毛利小五郎為目標 少年偵探團的秘密調查（2005年，導演）
  - 第6部：追蹤消失的鑽石 柯南、平次vs基德（2006年，導演）

## 腳註